# وون جي آن
وون جي آن (بالكورية: 원지안)‏ ولدت في 17 أغسطس 1999 في كوريا الجنوبية. هي ممثلة كورية جنوبية.

## اعمالها

### فيلم
| عام  | عنوان            | الدور       | ملاحظة          | المراجع |
| ---- | ---------------- | ----------- | --------------- | ------- |
| 2021 | مزيج نهاية العام | ليم اه يونغ | فيلم على تيفينج | [ 5 ]   |

### مسلسلات تلفزيونية
| عام        | عنوان          | الدور        | المراجع |
| ---------- | -------------- | ------------ | ------- |
| 2022       | إذا قلت أمنيتك | ها جون كيونغ | [ 6 ]   |
| 2023       | نبض القلب      | جو إن هاي    | [ 7 ]   |
| يحدد لاحقاً | البلطجة ممتعة  | سو-هيون      | [ 8 ]   |

### مسلسلات ويب
| عام       | عنوان       | الدور         | ملحوظات                                        | المراجع |
| --------- | ----------- | ------------- | ---------------------------------------------- | ------- |
| 2021–2023 | د.ب.        | مون ايونغ اوك | الموسم الأول (الحلقة 3)؛ الموسم الثاني (كاميو) | [ 9 ]   |
| 2022      | أمل أو مخدر | كيونغ دا جونغ | الموسم 1-2                                     | [ 10 ]  |
| 2024      | لعبة الحبار | سي-مي         | الموسم الثاني                                  | [ 11 ]  |

## روابط خارجية
- وون جي آن على موقع IMDb (الإنجليزية)
- وون جي آن على موقع قاعدة بيانات الفيلم (الإنجليزية)
- وون جي آن على موقع كينوبويسك (الروسية)